# Světlo (katolický týdeník)
Světlo je konzervativní katolický týdeník Matice cyrilometodějské vydávaný od podzimu roku 1993. V roce 1998 bylo časopisu olomouckým arcibiskupstvím uděleno církevní schválení a je běžně distribuován v kostelích. Kolem roku 2001 měl podle ČBK náklad průměrně 13 tisíc výtisků., v roce 2010 činil přibližně 10 000 výtisků.

## Charakteristika časopisu
Časopis vychází na méně kvalitním novinovém papíře formátu A4, má stálý rozsah 16 stran. Jeho šéfredaktorem byl v letech 1993–2015 Josef Vlček, předseda Matice cyrilometodějské, spolu s ním tvořil v průběhu let redakci PhDr. Radomír Malý a PhDr. Lubomír Štula. V současnosti tvoří redakci Daniel Dehner a Mag. Theol. Tomáš Kiml. Světlo pravidelně zveřejňuje například promluvy papeže z generální audience, pojednání a výroky některých katolických teologů, svatých nebo jiných významných osobností katolické církve (odborné články jsou vybaveny poznámkovým aparátem), poselství Panny Marie Královny míru z Medžugorje, nedělní liturgické čtení s navazující úvahou a liturgický kalendář, editorial a dříve i komentář nazvaný Na slovíčko. Časopis přináší také církevní zpravodajství a aktuality, zveřejňuje překlady ze zahraničních zpravodajských agentur (Kathnet, Zenit, Radio Vaticana), od roku 2007 je součástí obsahu program TV Noe na nadcházející týden a později přibyly také programové typy TV Lux, nechybí pozvánky na křesťanské akce a inzerce (avšak nikoliv čtenářská řádková).
Většinu obsahu tvoří překlady zahraničních textů (například z časopisů 30giorni, Christ von Morgen, Miłujcie się, Der Fels, Maria heute, Die Tagespost, Die Glaube), mezi hlavní česky píšící autory patří například Karel Komárek, Lubomír Štula, Radomír Malý, P. Filip M. Stajner, Stanislav Vejvar, P. Štěpán Martin Filip OP. Od roku 2014 do časopisu také pravidelně přispívají (ať už v překladech nebo přímo) také kněží z Kněžského bratrstva svatého Petra (Bernward Deneke, Jakub Zentner). Podle vydavatele se časopis „snaží o formaci čtenářů v linii učitelského úřadu církve a směřuje k prohloubení mariánské úcty“. Časopis je úzce spojen s Mariánským kněžským hnutím. V roce 1998 bylo časopisu olomouckým arcibiskupstvím uděleno církevní schválení a je běžně k distribuován v kostelích.

## Kritika
Podle diplomové práce Milana Tesaře je publicistika konzervativně laděná, časopis je řazen do krajně konzervativní části spektra katolické publicistiky a zaujímá (ve srovnání s Katolickým týdeníkem) izolacionistickou strategii, jako by se redakce a čtenáři nacházeli v hermeticky uzavřeném ghettu. Podle Tesaře jsou hlavní cílovou skupinou krajně konzervativní až fundamentalisticky zaměření čtenáři a pro méně vzdělané příjemce může Světlo častým používáním odborných výrazů a poznámkovým aparátem hrát roli pseudointelektuálního věstníku a budit dojem serióznosti textů. V časopise shledává Tesař obavu ze západní společnosti (a obzvláště protestantismu) a oproti jiným katolickým médiím zvýšenou orientaci na východ včetně pravoslaví. Situaci ve světě popisuje časopis jako zápas mezi liberálním zlem a římskokatolickým dobrem, a to útočným stylem ukazujícím na „nepřítele“, nikoliv dialogem. Podle Tesaře toto direktivní pojetí církve je v rozporu s církevním dokumentem Aetatis novae a forma některých článků odporuje Předběžnému návrhu pravidel pro práci katolických novinářů, vydanému Komisí České biskupské konference pro sdělovací prostředky, podle něhož se od katolického novináře očekává, že „má v úctě víru, názory a politické přesvědčení druhého, neposmívá se mu a nepíše o jinak smýšlejících s povýšeností či dokonce s opovržením“ a „šíří atmosféru snášenlivosti a podporuje rozvoj svobodného veřejného mínění.“ Po formální stránce charakterizuje Tesař časopis jako poněkud chaotický, vytýká mu neúplnost informací o autorech a zdrojích jednotlivých materiálů.
Milan Šumpík v kritice článku obviňuje Tesaře ze zaujatosti vůči vlastní církvi a za hlavní argument pro Světlo považuje jeho trvající církevní schválení olomouckým arcibiskupem, na rozdíl od liberálnějšího časopisu AD, který před svým zánikem o církevní schválení přišel. Údajnou útočnost a netoleranci Světla vůči liberalismu a jiným názorům srovnává s netolerancí Tesaře vůči Světlu a jím zastupovanému názoru.